# ロバート・ボーク

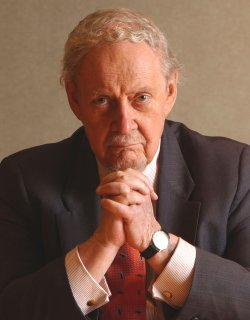
ロバート・ボーク

ロバート・ヘロン・ボーク（Robert Heron Bork、1927年3月1日 - 2012年12月19日）は、アメリカ合衆国の法学者。裁判官・弁護士。ペンシルベニア州ピッツバーグ出身。

## 人物
1973年6月から1977年1月まで、ニクソン政権で第35代アメリカ合衆国訟務長官を務めた。ウォーターゲート事件においては、「土曜日の夜の虐殺」と呼ばれるアーチボルド・コックス特別検察官解任の当事者だった。司法長官エリオット・リチャードソンと司法副長官ウィリアム・ラッケルズハウスはニクソンのコックス解任方針に反対して相次いで辞職しており、ボークが役目を引き受ける結果になった。
1987年、レーガン大統領が連邦最高裁判事に指名したが、保守派のボークに対して民主党多数の上院では反対意見が多く、指名承認は否決された。このことから、アメリカではボークの苗字である“Bork”が、「公職に指名された者の就任を阻止するために、マスコミなどがこぞってその者を誹謗中傷する」ことを意味する動詞として使われるようになった。
その後、イエール大学法学部教授、連邦高等裁判所裁判官も務めた。イエール大学時代の教え子にビル・クリントンがいる。クリントンはその思想・立場を越えてボークの講義に感銘を受けたという（『クリントン自伝（上）』）。
2012年12月19日、バージニア州アーリントンで死去。85歳没。

## 日本語訳のある著書
- 「米保守派の「最重鎮」からのメッセージ　これが日米両国憲法の欠陥だ」（聞き手／伊藤貫）『正論　2006年12月号』